# Алексопулос, Константин Джон
Константи́н Джон Алексо́пулос (англ. Constantine John Alexopoulos; 17 марта 1907, Чикаго, Иллинойс, США — 15 мая 1986, там же) — американский миколог, профессор. Основной автор популярной книги «Введение в микологию» (англ. Introductory Mycology), переведённой на пять языков и широко используемой в преподавании курса микологии и смежных дисциплин в вузах по всему миру.
В верхней части учёного генеалогического древа Алексопулоса располагается немецкий ботаник и микробиолог Антон де Бари, известный как «отец фитопатологии» и основатель современной микологии.
Последний миколог, занимавший должность президента Ботанического общества Америки (1963).
Является потомком дворянского рода Стурдза из византийского города-крепости Фарнакия, основанного понтийским царём Фарнаком I.

## Биография

### Ранние годы, семья и образование
Родился в США в семье греков.
В возрасте шести лет вместе с семьёй переехал в Грецию, когда его отец был призван в греческую армию для участия в Первой Балканской войне (1912—1913). Алексопулосы продолжали жить в Греции на протяжении всего периода Второй Балканской войны и Первой мировой войны.
До октября 1919 года Константин учился в гимназии № 2 города Пирея (Аттика), после чего семейство вернулось в Чикаго. 12-летний мальчик, практически не говоривший по-английски, начал заниматься с частным учителем Макбрайдом, осваивая английский язык и простые математические расчёты. После этого он был принят в среднюю школу без необходимого для этого аттестата о начальном образовании.
Обучение в средней школе было трудным периодом для Константина, так как бессонными ночами приходилось переводить английские тексты на греческий язык. Со временем он освоил новый язык и перестал отставать по успеваемости от своих одноклассников. Уже в первые годы учёбы проявлял интерес к миру растений.
В 1923 году своевременно окончил среднюю школу с техническим уклоном.
В 1927 году окончил Иллинойсский университет в Урбане-Шампейне, где специализировался на растениеводстве, а второстепенным предметом являлась ботаника. Был третьим в списке лучших студентов своего выпуска.
В 1928 году получил учёную степень магистра естественных наук в области растениеводства, защитив диссертацию на тему цитологического анализа процесса микроспорогенеза у гибридов малины.
В 1932 году получил степень доктора философии, защитив диссертацию на тему «A Comparative Study of Certain Pycnidial Fungi from Vitis», посвящённую исследованию пикнид на растениях рода Виноград.

### Карьера
В 1934—1935 годах преподавал микологию в Иллинойсском университете в Урбане-Шампейне, а позднее биологию в Кентском университете. В этот период Алексопулос познакомился со своей будущей супругой.
Позднее работал в Институте химии и сельского хозяйства Греции, а также в корпорации «Rubber Development» в Бразилии.
В 1947 году начал работать в Университете штата Мичиган, где в 1952 году опубликовал первое издание своей знаменитой книги «Введение в микологию».
В 1952—1956 годах — полный профессор Университета штата Мичиган.
С 1956 года преподавал в Айовском университете.
В 1962 году получил должность преподавателя в Техасском университете в Остине, где прожил всю оставшуюся жизнь.
Умер 15 мая 1986 года на 79 году жизни в Чикаго.
Известной ученицей Алексопулоса является Мередит Блэкуэлл, эмерит-профессор Университета штата Луизиана, занимающаяся изучением грибов, связанных с членистоногими.

## Вклад в науку
Алексопулос идентифицировал и дал названия нескольким видам, среди которых Echinostelium elachiston, Echinostelium cribrarioides, Physarella oblonga f. alba, а также более высокие таксономические ранги, такие как Acrasiogymnomycotina.
Принимал участие в 85 научных публикациях, половина из которых была посвящена классу Миксомицеты.
Помимо книги «Введение в микологию», исключительно важное значение также имела работа Алексопулоса по изучению ДНК грибов в сотрудничестве со Сторком, как одно из пионерских исследований по сравнению количественного соотношения гуанина и цитозина в ДНК грибов с целью их таксономической классификации.

## Признание и память
Микологическое общество Америки учредило Премию имени К. Дж. Алексопулоса, ежегодно вручаемую микологам в знак признания их выдающихся достижений.

## Членство в организациях и почести
- секретарь-казначей (1954—156), вице-президент (1957), избранный президент (1958), президент (1959) и член Совета (1966—1968) Микологического общества Америки;
- президент Ботанического общества Америки (1963);
- член Британского микологического общества;
- член Микологического общества Индии;
- член Микологического общества Японии;
- президент Международной микологической ассоциации (1971—1977);
- действительный член Американской ассоциации содействия развитию науки;
- член Американского микроскопического общества;
- член Американского общества таксономистов растений;
- член Ботанического клуба Торри (сегодня — Ботаническое общество Торри);
- президент айовского отделения почётного общества «Сигма Кси» (ΣΞ) (1959).

## Награды и премии
- 1954 — стипендиат Программы Фулбрайта (Fullbright Research Fellow), Афинский национальный университет имени Каподистрии;
- 1981 — Награда «Выдающийся миколог», Микологическое общество Америки;
- 1983 — Награда имени У. Х. Вестона за мастерство в преподавании микологии, Микологическое общество Америки[1].

## Личная жизнь
С 1939 года был женат на Джульетте Доуди, преподавателе музыки. Пара не имела детей.
Увлекался классической музыкой, в особенности произведениями В. А. Моцарта, и фотографией.

## Публикации

### Избранные статьи и обзоры
- Taxonomic studies in the Myxomycetes .5. Significance of peridial and spore ornamentations in the genus Tubifera, with a revised key to the speciesNelson, RK; Scheetz, RW; Alexopoulos, CJ Mycologia volume: 74 issue: 4 pages: 541—548 published: 1982
- Deoxyribonucleic acid of fungi. Storck, R; Alexopoulos, CJ. Bacteriol.ogical reviews volume: 34 issue: 2 pages: 126-+ published: 1970
- The Myxomycetes II. Alexopoulos, CJ. Botanical review volume: 29 issue: 1 pages: 1-78 published: 1963
- Gross morphology of the plasmodium and its possible significance in the relationships among the Myxomycetes. Alexopoulos, CJ. Mycologia volume: 52 issue: 1 pages: 1-20 published: 1960
- Nucleotide composition of deoxyribonucleic acid of some species of Cryptococcus rhodotorula and Sporobolomyces. Storck, R; Alexopoulos, CJ; Phaff, HJ. Journal of Bacteriology volume: 98 issue: 3 pages: 1069-+ published: 1969

### Книги
- Introductory Mycology. Alexopoulos, CJ; Mims, CW. 1952. John Wiley & Sons, First Edition.
- The Myxomycetes. Martin, GW; Alexopoulos, CJ. 1969. Univ. Iowa Press
- Algae and Fungi. Alexopoulos, CJ. 1967. New York, Macmillan[1][14]